# Jeffrey Ntuka-Pule
Jeffrey Ntuka-Pule (Polokwane, Provincia de Limpopo, Sudáfrica, 10 de mayo de 1985 - Kroonstad, Estado Libre de Orange, Sudáfrica, 20 de enero de 2012), era un futbolista sudafricano. Se desempeñaba como defensa y  militaba en el Supersport United de la Premier Soccer League de Sudáfrica.

## Trayectoria
Ntuka comenzó su carrera futbolística en 1992 con el City Pillars, equipo local de Polokwane, hasta que en 1996 fue vendido al Simba FC de Uganda. En aquel equipo solo permaneció un año antes de regresar a Sudáfrica, esta vez para militar en el Maritzburg United, en donde solo jugó un año para luego regresar al City Pillars. En ese club estuvo solamente un año hasta que fue transferido al Transnet Sport School of Excellence de Johannesburgo en 1999, en donde trascendió de tal manera que en 2003 fue fichado por el Chelsea FC de Inglaterra junto con su compatriota y compañero de equipo Michael Modubi. Permaneció solo 6 meses en el equipo de reservas hasta que fue cedido en préstamo al KVC Westerlo de Bélgica. En diciembre de 2008 regresó al Chelsea FC y sólo 2 meses después fue fichado por el Kaizer Chiefs de Sudáfrica, firmando un contrato de 18 meses. Luego de su participación con el Kaizer Chiefs, Ntuka fue contratado por el Supersport United el 17 de agosto de 2010.

## Selección nacional
Ntuka ha sido internacional con la Selección de Sudáfrica Sub-23.

## Clubes
| Club                                | País       | Año             |
| ----------------------------------- | ---------- | --------------- |
| City Pillars                        | Sudáfrica  | 1992 - 1996     |
| Simba FC                            | Uganda     | 1996 - 1997     |
| Maritzburg United                   | Sudáfrica  | 1997 - 1998     |
| City Pillars                        | Sudáfrica  | 1998 - 1999     |
| Transnet Sport School of Excellence | Sudáfrica  | 1999 - 2003     |
| Chelsea FC                          | Inglaterra | 2003            |
| KVC Westerlo                        | Bélgica    | 2003 - 2008     |
| Kaizer Chiefs                       | Sudáfrica  | 2009 - 2010     |
| Supersport United                   | Sudáfrica  | 2010 - Presente |